# Rakel Chukri
Lena Rakel Chukri (født 20 marts 1978) er en svensk journalist og forfatter af syrisk afstemning, men opvokset i Jönköping.
Rakel Chukri var tidligere distriktsordfører for Liberala Ungdomsförbundet i Jönköpings län. Hun var assisterende redaktør på studenterbladet Lundagård 2003–2005. Under sin studietid var hun aktiv i Radio AF og Radio UPF og begyndte at skrive for Sydsvenskans kulturredaktion. I 2006 var Chukri redaktør og programleder på Vår grundade mening på Sveriges Radio P1. Hun har siden september 2008 været kulturchef på Sydsvenskan, en post hun overtog efter Daniel Sandström da han blev avisens chefredaktør. Chukri arbejder også på Malmö högskola på fakultetet Konst, kultur och kommunikation. Hun har desuden skrevet artikler for Expressen, Arena og Journalisten.
2012 var hun Sommarpratare på Sveriges Radio P1 og medvirkede i efteråret 2013 i SVTs Sommarpratarna.